# Brioc
Brioc est le nom donné à une réplique hypothétique d'un currac'h. Il porte le nom Brioc en référence à Saint Brieuc.
1. ↑  « Présentation de Brioc »